# Нива (Свердловский район)
Нива — посёлок в Свердловском районе Орловской области. Входит в состав Котовского сельского поселения.

## География
Уличная сеть представлена одним объектом: Речная улица. 
Географическое положение: в 8 километрах от районного центра — посёлка городского типа Змиёвка, в 40 километрах от областного центра — города Орёл и в 360 километрах от столицы — Москвы.

## Население
| 2010 |
| ---- |
| 5    |